# خواكين دي سان مارتين
خواكين دي سان مارتين (بالإسبانية: Joaquín de San Martín)‏ (و. 1770 – 1854 م) هو سياسي من السلفادور، تولى منصب رئيس السلفادور.